# Антанас Баранаускас
Антанас Баранаускас(лат. Antonius Baranovski, пол. Antoni Baranowski; 17 січня 1835, Анікщяй — 26 листопада 1902) — литовський поет, математик і католицький єпископ Сейни. Найбільш відомий як автор литовської поеми  Anykščių šilelis . Він використовував різні псевдоніми, включаючи A. B., Bangputys, Jurksztas Smalaūsis, Jurkštas Smalaūsis та Baronas. Він також писав поеми польською.

## Ранні роки
Баранаускас народився в скромній селянській родині з литовської шляхти. Рано в молодості батьки відправили його до місцевої парафіяльної школи. Після закінчення навчання Баранаускас спочатку залишався в парафії. Як описано в його щоденнику, між 1841—1843 роками він вивчав польську мову, а потім між 1848—1851 роками — російську. Його перші спроби писати вірші і римувати на литовській мові можна знайти в його щоденниках. Пізніше він відвідував дворічну школу комунальні письменники в Румшишкесі. Там він почав писати перші вірші польською мовою.

## Дорослі роки

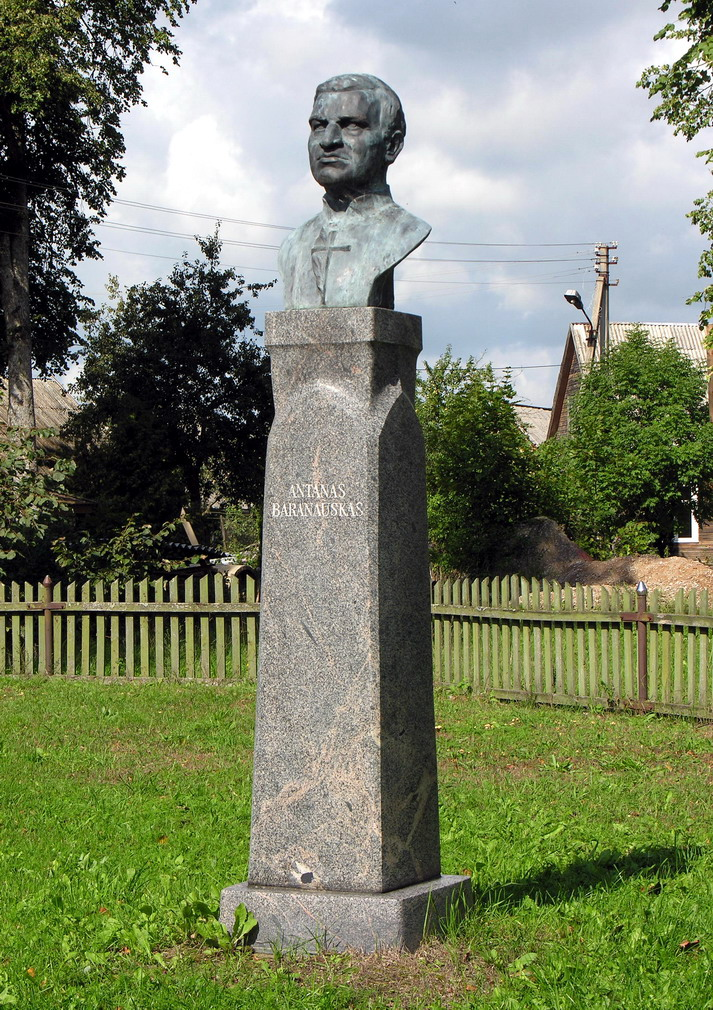
Погруддя Антанаса Баранаускаса в місті Седа

У 1853 році закінчив школу і почав працювати письменником і секретарем в різних містах. У цей період він почав відносини з поетесою Кароліною Пронєвською зі Жмуді (Кароліна Праняускайте) та її родиною. Вони поділяли пристрасть до поезії Адама Міцкевича. Кароліна запропонувала Антанасу писати більше литовською. У 1856 році родина Кароліни намагалася відокремити пару, спонсоруючи вступ Баранаускаса в Католицьку семінарію у Варняї. Навчаючись там, він почав зосереджуватися на розробці письмової литовської мови і писав нотатки на литовській і жмудській мові, Apie lietuvių ir žemaičių kalbą. Це була перша наукова спроба розрізнити різні литовські діалекти.
Під час навчання у семінарії Баранаускас починав писати вірші на литовській мові, і з того часу писав на цій мові. Одною з його попередніх робіт, написаних під впливом Міцкевича, була Anykščių šilelis (Ліс Анікщяй). Він вважається класичним твором литовської літератури. Літературознавці вважають його символічною посиланням на історію Литви та її мову. Хоча деякі критики стверджують, що Баранаускас написав вірш у гніві, у відповідь на твердження його лектора Олександра Габшевіча про те, що литовська мова недостатньо красива для написання віршів, інші заперечують це як неправильне тлумачення. Поема була вперше опублікована у 1861 році, а знов у 1862 році в календарях Лаурінаса Івінскіса.
З 1858 по 1862& рік Барнаускас навчався в Санкт-Петербурзької католицькій богословській академії, отримавши ступінь магістра з теології. Між 1863—1864 рр. Навчався в університетах Мюнхена, Рима, Інсбрука і Левена.
Починаючи з 1871 року, він працював у Каунаській духовній семінарії і почав викладати литовську мову. Він написав підручник з граматики на литовській мові, Mokslas lietuviškosios kalbos. Після того, як Баранаускас поїхав до Сейнів, він здобув чималу репутацію, вміючи проповідувати як польською, так і литовською мовами. До 1880 року, після того, як він зрозумів, що заборона литовського друку не буде знята, незважаючи на кілька неофіційних обіцянок царської влади зробити це, його бажання просувати литовську мову повільно знижувалося. Він ніколи не переставав вірити, що литовська мова має розвиватися і розширюватися, і до своєї смерті працював над перекладом Біблії на литовську мову. Працюючи 10–12 годин на добу, він зміг перекласти три п'ятих Старого Завіту.
Пізніше переконання Антанаса Баранаускаса були подібні до пізнішої Krajowcy групи. Тому до кінця життя він намагався примирити націоналістів як з литовського, так і з польського боку. Для цього він був досить непопулярний серед націоналістів обох сторін.
Більшість литовців не прийшли на його поховання, вважаючи його зрадником національного відродження, на ньому брали участь переважно російські чиновники і поляки. І навіть коли для нього був побудований пам'ятник в Сейнах і тільки литовці взяли участь у заході, на наступний вечір на пам'ятник пролили фарбу.

## Спадщина
До Баранаускаса основними «респектабельними» мовами в цьому районі вважалися російська та польська, тому Баранаускас був одним з небагатьох перших особистостей, відповідальних за пере-легітимізацію литовської мови і, як наслідок, литовської культури. Посилаючись на лекцію Баранаускаса, литовський поет початку XX століття Майроніс одного разу сказав: «Без нього, не могло бути нас».
Будинок Баранаускаса зберігається в Анікщяйському регіональному парку.